# ラルース・LH94
ラルース・LH94 (Larrousse LH94) は、フランスのレーシングチーム、ラルースが1994年のF1世界選手権に投入したフォーミュラ1カー。

## 概要
ロビン・ハードの設計チームのティノ・ベリ、ティム・ホロウェイといった旧マーチ系エンジニアが設計し、ビスターで製造された。LH94はラルースにとって2作目のオリジナルカーであり、最後の車となった。翌1995年シーズン用車両として、ジェイムズ・アリソンを抜擢してLH95の用意をしていたが、資金問題のために参戦できなかった。

## 設計
LH94はイギリスのビスターに拠点を置きロビン・ハードが率いるラルースUKが開発した。チームの資金状況を示すように前年型LH93の小改造版であり、正常進化させたマシンであった。モノコック周辺もLH93に基づいていた。フロントサスペンションも前年型から変更されなかったが、ダンパーはビルシュタイン製からペンスキー製に変更された。LH94はLH93よりも剛性が高められた。
前作との主な違いは、再給油が認められたことで燃料タンクが小型化したことと、異なるエンジンを搭載したことである。1993年、ラルースはクライスラーが資金提供するランボルギーニV12エンジンを搭載していたが、ランボルギーニがF1を撤退したためフォード・コスワースHBエンジンを搭載することとなった。このエンジンは前年にベネトンとマクラーレンが使用していた物であった。ラルースはかつて1987年、1988年、1991年にフォード・コスワースエンジンを使用していた。当初ラルースはプジョーと前年から綿密に交渉を進めており、契約寸前(ジェラールが調印にプジョー本社に赴いた当日に、マクラーレンとの契約が一方的に電撃発表されたという急遽の鞍替えであった。)でマクラーレンに｢強奪｣され、さらにはマクラーレンに袖にされたランボルギーニはラルースとの再契約に一時は動いていたものの結局撤退を決定してしまい、当初プジョーエンジン搭載を想定し開発されていたLH94は突貫で2度の大幅な設計変更を余儀なくされ、完成に漕ぎ着けたのは開幕戦ブラジルグランプリの3日前で、無論一切のテスト走行なしで、ぶっつけ本番の実戦投入となってしまった。
フォードがパイプ役となりラルースはベネトンと交渉し、前年B193に使われていたセミオートマチックトランスミッションを購入する交渉が成立。これにより大幅な性能アップ、信頼性の確保と開発時間の節約が出来た。しかしながら、7月の1994年ドイツグランプリでベネトンがピットでのガソリン給油時に火災を起こした。FIAがその調査をする過程で、燃料関係機器メーカーのインターテクニックがラルースにベネトン関連の説明仕様書を譲渡しており、その中に燃料ホースのフィルターを取り外す方法が書かれており、ベネトンとラルースはフィルターを取り外すというレギュレーション違反をして燃料給油の時間を速くしていたのではないかとの疑念が付きまとうことになった。

## 製造
ラルースUKは4台のLH94を製造した。初めの3台はシーズン前に完成したが、4台目のLH94/4はフランスグランプリでLH94/3と置き換えられた。車のカラーリングは新たなスポンサーの影響を受けた。フランス政府からの支援を数年間受けた後、ベルギーのアルケンマース醸造所のスポンサーを受けることとなる。当初はトゥルテルブランドの緑色のカラーリングであったが、その後姉妹ブランドクローネンブルグの赤白のカラーリングに変更された。

## 開発
限られた予算にもかかわらず、ラルースは1994年シーズンに向けてテストスケジュールを計画していた。しかし、アイルトン・セナとローランド・ラッツェンバーガーがサンマリノグランプリで事故死した後、車両速度を下げるためレギュレーションが改定され、ダウンフォースとエンジンパワーが抑えられた。その結果、LH94のための新たなパーツが開発されシーズン残りのために確認されたが、これがチームの財政状況を悪化させることとなった。

## レース戦績
ドライバーはエリック・コマスが前年に引き続いて起用され、セカンドドライバーは国際F3000に参戦し、資金を持ち込んだオリビエ・ベレッタが起用された。開幕戦ブラジルではコマスが9位完走し、次戦の英田では6位入賞でポイントを獲得した。しかしながらサンマリノ後のレギュレーション変更で車の開発が停滞し、またエンジントラブルもこの時期に合わせて発生、リタイアが続いた。ベネトン製のトランスミッションによる効率的なギアチェンジにもかかわらず、LH94は代わらぬアンダーステアと貧弱なトラクションに苦しんだ。コマスは「車を運転するのが面白い」と語っている。ライバルチームが進歩するにつれて、ラルースは徐々にグリッド後方に向かって沈んでいった。しかしながらコマスはドイツグランプリで2度目のポイントを獲得している。
ラルースの危うい財政状況はシーズン終盤に顕わとなり、ベレッタからの持ち込み資金も尽きたため、チームは生き残るためにペイドライバーに頼らざるを得なくなった。ベレッタはかつてのラルースのドライバー、フィリップ・アリオー、ヤニック・ダルマスと交代し、彼らも終盤でルーキーの野田英樹と交代した。野田との交渉が成立する前には、前年にラルースから参戦した鈴木利男や、エリック・ヴァン・デ・ポールとも交渉が持たれていた。シーズン最終戦のオーストラリアGPではファーストドライバーのコマスもジャン＝デニス・デレトラズと交代した。
ラルースは1995年シーズンへの継続参戦を模索したが、新車開発のための十分な資金を用意できなかった。チームはその後、シーズン開始前に完成したシャシーを公開しF1参戦をアピールしていたDAMSとの合併を模索し、追加のスポンサーが現れるのを期待した。LH94は新レギュレーションに合わせて厳しいクラッシュテストをパスするよう改造され、新車は第3戦のイモラを焦点に開発しようとした。LH94の改造型は重量過多であり、競争力に欠けていた。しかしながら、ラルースは十分な資金を調達することができず、レースに参加すること無くF1から撤退した。

## F1における全成績
(key) （太字はポールポジション）
| 年   | マシン | No. | ドライバー                 | 1   | 2   | 3   | 4   | 5   | 6   | 7   | 8   | 9   | 10  | 11  | 12  | 13  | 14  | 15  | 16  | ポイント | 順位 |
| ---- | ------ | --- | -------------------------- | --- | --- | --- | --- | --- | --- | --- | --- | --- | --- | --- | --- | --- | --- | --- | --- | -------- | ---- |
| 1994 | LH94   |     |                            | BRA | PAC | SMR | MON | ESP | CAN | FRA | GBR | GER | HUN | BEL | ITA | POR | EUR | JPN | AUS | 2        | 11位 |
| 1994 | LH94   | 19  | オリビエ・ベレッタ         | Ret | Ret | Ret | 8   | Ret | Ret | Ret | 14  | 7   | 9   |     |     |     |     |     |     | 2        | 11位 |
| 1994 | LH94   | 19  | フィリップ・アリオー       |     |     |     |     |     |     |     |     |     |     | Ret |     |     |     |     |     | 2        | 11位 |
| 1994 | LH94   | 19  | ヤニック・ダルマス         |     |     |     |     |     |     |     |     |     |     |     | Ret | 14  |     |     |     | 2        | 11位 |
| 1994 | LH94   | 19  | 野田英樹                   |     |     |     |     |     |     |     |     |     |     |     |     |     | Ret | Ret | Ret | 2        | 11位 |
| 1994 | LH94   | 20  | エリック・コマス           | 9   | 6   | Ret | 10  | Ret | Ret | 11  | Ret | 6   | 8   | Ret | 8   | Ret | Ret | 9   |     | 2        | 11位 |
| 1994 | LH94   | 20  | ジャン＝デニス・デレトラズ |     |     |     |     |     |     |     |     |     |     |     |     |     |     |     | Ret | 2        | 11位 |